# 张澄 (南朝)
张澄（?—?），字君卿，南朝梁义阳郡（今河南省信阳市）人。
张澄是张惠绍的儿子。开始担任直閤将军。为父丁忧，起复为晋熙郡太守。张澄随豫州刺史裴邃北伐，多有战功，为当时骁将，与湛僧智、胡绍世、鱼弘并称。历任卫尉卿、太子左卫率。张澄在官任上去世，谥号愍。